# Gare d'Avesnes
Ne doit pas être confondu avec Gare d'Avesnes-le-Comte ou Gare d'Avesnelles.
La gare d'Avesnes est une gare ferroviaire française de la ligne de Fives à Hirson, située sur le territoire de la commune d'Avesnes-sur-Helpe, dans le département du Nord, en région Hauts-de-France.
C'est une gare de la Société nationale des chemins de fer français (SNCF), desservie par des trains TER Hauts-de-France.

## Situation ferroviaire
Établie à 153 mètres d'altitude, la gare d'Avesnes est située au point kilométrique (PK) 93,700 de la ligne de Fives à Hirson, entre les gares de Saint-Hilaire et d'Avesnelles. C'est une ancienne gare de bifurcation, origine de la ligne d'Avesnes à Sars-Poteries (fermée).

## Histoire
La gare d'Avesnes se trouve sur la ligne Lille – Thionville, ouverte en 1872.
En 1901, dans le cadre du plan Freycinet, a été inaugurée la ligne Avesnes-sur-Helpe – Sars-Poteries (15 km), qui permettait de relier Avesnes à Solre-le-Château (via Flaumont-Waudrechies, Sémeries, Felleries, Beugnies et Sars-Poteries). Elle est fermée en 1953.
Une ligne secondaire joignait également Avesnes à Solesmes (45 km). Mise en service le 28 octobre 1907, cette ligne (via Avesnelles, Étrœungt, Boulogne-sur-Helpe, Cartignies, Maroilles, Landrecies…) assurait un service régulier de voyageurs jusqu'en 1914. En 1916, pendant l'occupation allemande, les rails ont été démontés.

## Service des voyageurs

### Accueil
Gare SNCF, elle dispose d'un bâtiment voyageurs, avec guichet, ouvert tous les jours.

### Desserte
Avesnes est desservie par des trains TER Hauts-de-France qui effectuent des missions entre les gares : de Lille-Flandres et d'Hirson, ou Charleville-Mézières.

### Intermodalité
Un parc à vélos et un parking sont aménagés à ses abords.